# Stardust (album des Sea Urchins)
Pour les articles homonymes, voir Stardust.
Stardust est l'unique album studio des Sea Urchins. C'est une compilation qui regroupe les simples enregistrés par le groupe entre 1986 et 1989. Elle fut publiée sur le label Sarah Records après la séparation du groupe en 1991.

## Liste de titres
| No  | Titre               | Durée |
| --- | ------------------- | ----- |
| 1.  | Cling Film          |       |
| 2.  | Summershine         |       |
| 3.  | You're So Much      |       |
| 4.  | Pristine Christine  |       |
| 5.  | Sullen Eyes         |       |
| 6.  | Everglades          |       |
| 7.  | Solace              |       |
| 8.  | Please Rain Fall    |       |
| 9.  | A Morning Odyssey   |       |
| 10. | Wild Grass Pictures |       |
| 11. | Day Into Day        |       |

## Enregistrement
Pistes 1 et 2 enregistrée en octobre 1986; 3 enregistré en mars 1987; 4 à 6 enregistré en septembre 1987; 7 et 8 enregistré en avril 1989 et 9 à 10 enregistré en juillet 1989.